# For Your Eyes Only (chanson)
Pour film de la saga James Bond, voir For Your Eyes Only.
Singles de Sheena Easton
When He Shines
(1981) Just Another Broken Heart
(1981)
Chansons de James Bond
Moonraker
(1979) All Time High
(1983)
For Your Eyes Only est une chanson de Sheena Easton, servant de générique d'entrée au film de James Bond sorti en 1981, Rien que pour vos yeux (For Your Eyes Only). Elle est composée par Bill Conti et écrite par Mick Leeson. For Your Eyes Only a été nommée à l'Oscar de la meilleure chanson originale et au Golden Globe de la meilleure chanson originale en 1982.

## Création
Le groupe Blondie écrit une chanson intitulée For Your Eyes Only, dans l'espoir qu'elle soit incluse dans le film de James Bond du même nom. Cependant, les producteurs lui préfèrent une autre chanson, écrite par Bill Conti et Mick Leeson. Blondie propose même d'enregistrer cette dernière, sans succès. Leur propre chanson sera tout de même présente sur leur album studio The Hunter sorti en 1982.
Bill Conti, également chargé de la bande originale du film, compose la chanson en pensant à des interprètes comme Donna Summer et Dusty Springfield. Le studio United Artists suggère cependant la jeune Écossaise Sheena Easton, qui venait d'être classée n°1 aux États-Unis avec son titre "Morning Train" (également titrée "9 to 5"). Conti écoute alors son premier album intitulé Take My Time, qui l'impressionne beaucoup. Le compositeur décide de rencontrer personnellement la chanteuse pour retravailler le morceau. Par ailleurs, les paroles sont modifiées après que le créateur du générique Maurice Binder se soit plaint que la phrase « for your eyes only » ne soient prononcées qu'à la fin. Pour que les mots coïncident avec le générique d'entrée du film, la phrase a été placée au début de la chanson. Fait rare dans la saga, la chanteuse apparaît dans le générique du film.
Steve Barron a réalisé le clip de For Your Eyes Only.

## Reprises
- Helena Vondráčková a enregistré une version tchèque intitulée "Jsem Stále Stejná" et présente sur son album de 1983 Zrychlený Dech.
- Bradley Joseph, directeur musical de Sheena Easton lors de certaines de ses tournées, a arrangé une version instrumentale sur son album Piano Love Songs en 2006.
- En 2006, Thomas Anders en fait également une reprise sur son album Songs Forever.
- Le groupe de Metal symphonique autrichien Edenbridge reprend For Your Eyes Only en 2006.

## Positions dans lescharts
| Classement / pays (1981)    | Meilleure position |
| --------------------------- | ------------------ |
| Australie Kent Music Report | 6                  |
| Autriche Ö3 Top 40          | 3                  |
| Belgique VRT Top 30         | 6                  |
| Canada RPM Top Singles      | 5                  |
| Pays-Bas Top 40             | 1                  |
| France                      | 4                  |
| Allemagne Top 100           | 5                  |
| Irlande                     | 11                 |
| Japon Oricon Singles Chart  | 22                 |
| Nouvelle-Zélande RIANZ      | 4                  |
| Norvège                     | 1                  |
| Espagne                     | 11                 |
| Suède                       | 3                  |
| Suisse                      | 1                  |
| UK Singles Chart            | 8                  |
| Billboard Hot 100           | 4                  |